# PGC 1416
LEDA/PGC 1416 ist eine Spiralgalaxie im Sternbild Fische auf der Ekliptik. Sie ist schätzungsweise 221 Millionen Lichtjahre von der Milchstraße entfernt und hat einen Durchmesser von etwa 60.000 Lichtjahren. Vom Sonnensystem aus entfernt sich das Objekt mit einer errechneten Radialgeschwindigkeit von näherungsweise 4.900 Kilometern pro Sekunde.

## Galaktisches Umfeld
| Nr. | Galaxie          | Alternativname            | Rek           | Dek           | Distanz/asec |
| --- | ---------------- | ------------------------- | ------------- | ------------- | ------------ |
| →   | LEDA/PGC 1416    | NSA 171619                | 00h22m08.88s  | -01d25m56.4s  | 0            |
| 1   | LEDA/PGC 1119510 | 2MASX J00221518-0124058   | 00h22m15.18s  | -01d24m05.9s  | 146.45       |
| 2   | LEDA/PGC 1120030 | 2MASX J00222282-0122483   | 00h22m22.81s  | -01d22m48.1s  | 282.13       |
| 3   | LEDA/PGC 1117187 | 2MASX J00222316-0130063   | 00h22m23.15s  | -01d30m06.0s  | 327.17       |
| 4   | LEDA/PGC 1121832 | 2MASX J00221611-0118268   | 00h22m16.12s  | -01d18m26.8s  | 463.71       |
| 5   | LEDA/PGC 1116247 | 2MASX J00222836-0132252   | 00h22m28.37s  | -01d32m25.2s  | 485.12       |
| 6   | LEDA/PGC 1434    | UGC 212                   | 00h22m23.03s  | -01d18m12.2s  | 508.79       |
| 7   | LEDA/PGC 143464  | 2MASX J00215117-0135273   | 00h21m51.210s | -01d35m26.81s | 628.02       |
| 8   | LEDA/PGC 1122803 | WISEA J002225.16-011602.0 | 00h22m25.160  | -01d16m02.50s | 645.01       |
| 9   | LEDA/PGC 1406    | NSA 126788                | 00h21m53.79s  | -01d36m36.9s  | 677.98       |
| 10  | LEDA/PGC 1114720 | 2MASX J00224276-0136292   | 00h22m42.76s  | -01d36m29.2s  | 809.58       |
| 11  | LEDA/PGC 1123872 | 2MASX J00223456-0113252   | 00h22m34.554s | -01d13m25.11s | 845.36       |
| 12  | LEDA/PGC 1119362 | 2MASX J00231070-0124271   | 00h23m10.70s  | -01d24m26.7s  | 931.26       |
| 13  | LEDA/PGC 3107028 | 2MASX J00214516-0111283   | 00h21m45.139s | -01d11m28.71s | 939.34       |
| 14  | LEDA/PGC 3106900 | 2MASX J00225427-0114128   | 00h22m54.283s | -01d14m13.22s | 979.61       |